# Judocus Smits

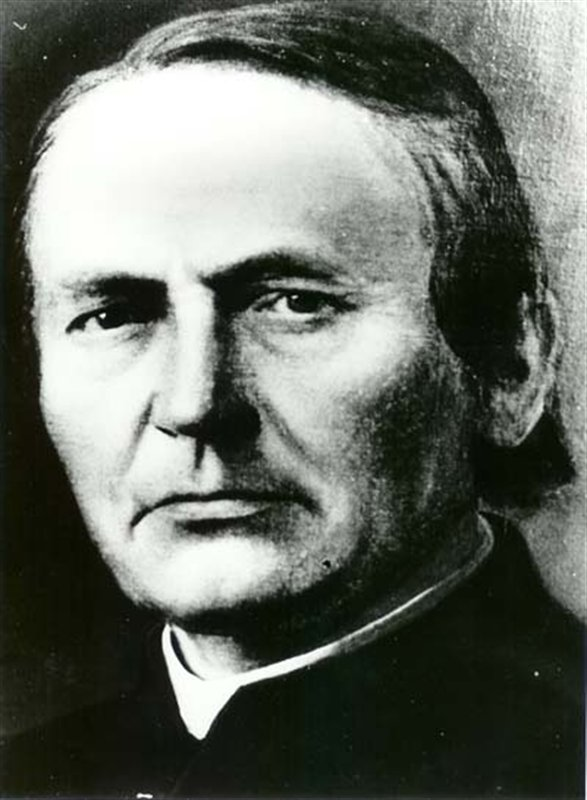
Judocus Smits

Josse Antoin (Judocus) Smits (Eindhoven, 7 maart 1813 - Amsterdam, 2 augustus 1872) was in 1845 oprichter en de eerste hoofdredacteur van het katholieke dagblad De Tijd.